# İlhan Ilkılıç
İlhan Ilkılıç (* 1967 in Kepsut, Türkei) ist ein Gesundheitswissenschaftler und Fachautor vornehmlich zum Thema
„Begegnung und Umgang mit muslimischen Patienten“ in einer westlich geprägten Welt. Der Mediziner und Philosoph lebt seit Anfang der 1990er-Jahre in Deutschland.

## Leben
Nach Ausbildung zum Humanmediziner in Istanbul (Staatsexamen 1990) studierte Ilkılıç von 1992 bis 1997 Philosophie, Islamwissenschaften und Orientalische Philologie in Bochum und Tübingen. 2001 promovierte er an der Universität Bochum zum Dr. phil. Seit 2005 ist er wissenschaftlicher Mitarbeiter am Institut für Geschichte, Theorie und Ethik der Medizin an der Johannes-Gutenberg-Universität und forscht schwerpunktmäßig zu sozialen und ethischen Fragen von „Public Health Genetics“, Gesundheitsethik, Gesundheitsmündigkeit sowie islamischer und interkultureller Bioethik.
Er veröffentlichte seit 1993 zahlreiche Fachbuchbeiträge (in englischer, deutscher wie türkischer Sprache) und Aufsätze und sonstige wissenschaftliche Publikationen. 2002 veröffentlichte er eine umfangreiche Arbeit Der muslimische Patient über medizinethische Aspekte des muslimischen Krankheitsverständnisses in einer wertpluralen Gesellschaft. Sein schmaleres Begegnung und Umgang mit muslimischen Patienten, eine „Handreichung für die Gesundheitsberufe“ erschien 2006 in 6. Auflage.
2012 wurde Ilkılıç von Bundestagspräsident Norbert Lammert auf Vorschlag von Bundestag und Bundesregierung in den Deutschen Ethikrat berufen. Zudem ist er seit 2016 Mitglied der Zentralen Ethikkommission bei der Bundesärztekammer.

## Schriften
- Der Bochumer Arbeitsbogen und der türkische Patient = Pratik tip etigi icin Bochum calisma tablosu ve Türk hastasi (= Medizinethische Materialien. Band 83). Zentrum für medizinische Ethik, Bochum 1993, ISBN 3-927855-58-8. (in türkischer Sprache)
- Das muslimische Glaubensverständnis von Tod, Gericht und Gottesgnade und deren Bedeutung für die Medizinethik (= Medizinethische Materialien. Band 126). Zentrum für medizinische Ethik, Bochum 2000, ISBN 3-931993-07-8.
- Der muslimische Patient. Medizinethische Aspekte des muslimischen Krankheitsverständnisses in einer wertpluralen Gesellschaft (= Ethik in der Praxis. Band 10). Lit-Verlag, Münster 2002, ISBN 3-8258-5790-5. (zugl. Dissertation, Universität Bochum 2001)
- Begegnung und Umgang mit muslimischen Patienten. Handreichung für die Gesundheitsberufe (= Medizinethische Materialien. Band 160). Zentrum für medizinische Ethik, Bochum 2003, ISBN 3-931993-38-8.
- mit İrfan İnce und Azra Pourgholam Ernst: E-Health in muslimischen Kulturen (= Medizinethische Materialien. Band 158). Zentrum für medizinische Ethik, Bochum 2004, ISBN 3-931993-40-X.
- Gesundheitsverständnis und Gesundheitsmündigkeit in der islamischen Tradition (= Medizinethische Materialien. Band 152). Zentrum für medizinische Ethik, Bochum 2004, ISBN 3-931993-34-5.
- mit Sabine Anderweit u. a.: Checklisten in der klinisch-ethischen Konsultation (= Medizinethische Materialien. Band 168). Zentrum für medizinische Ethik, Bochum 2006, ISBN 3-931993-34-5.
- Interkulturalität in der Ethikberatung. In: Michael Coors, Tatjana Grützmann, Tim Peters (Hrsg.): Interkulturalität und Ethik. Der Umgang mit Fremdheit in Medizin und Pflege. (= Edition Ethik. Band 13). Edition Ruprecht, Göttingen 2014, ISBN 978-3-8469-0162-5, S. 101–111.